# 勃洛姆堡-弗里奇事件

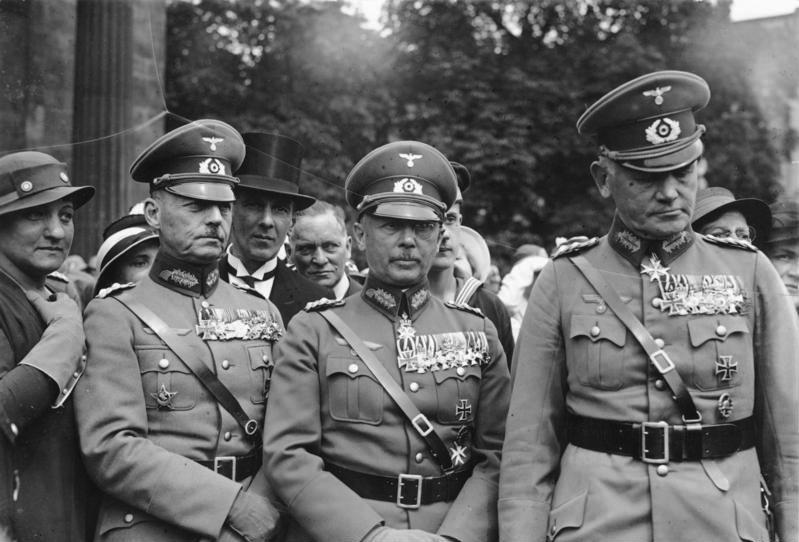
1934年柏林新崗哨：伦德施泰特、弗里奇和勃洛姆堡

勃洛姆堡-弗里奇事件（德语： Blomberg-Fritsch-Krise）是指发生在1938年初的两桩相关联的丑闻。这个事件最终导致了阿道夫·希特勒掌握了对德國聯邦國防軍的控制权。霍斯巴赫备忘录中记录道，希特勒对两名高级军官十分不满，这二人便是维尔纳·冯·勃洛姆堡和威爾納·馮·弗里奇。希特勒认为这二人对战争准备工作的态度过于犹豫，之后希特勒进一步利用这一事件，撤掉了多名将军和部长，把他们的职位给了对他更忠诚的人。
1941年12月德军兵败莫斯科郊外之后，希特勒通过新的國防軍最高統帥部将德国武装力量的指挥权据为己有，并撤了瓦尔特·冯·布劳希奇的职，把他移交到了后备指挥人员部门（Fuhrerreserve），随后任命自己为陸軍總司令部的指挥官。之后希特勒便开始干涉國防軍最高統帥部的事务，而威廉·凱特爾从来不敢反对他。

## 勃洛姆堡的婚姻
1938年1月12日，战争部长维尔纳·冯·勃洛姆堡与厄娜·格鲁恩（Erna Gruhn）结婚，但柏林警方发现格鲁恩有很长的犯罪记录，并且曾为色情摄影做过模特，之后，勃洛姆堡-弗里奇事件很快就发生了。在二战后的纽伦堡审判时得到的证词称，柏林警察局长还收到过更进一步的信息，称勃洛姆堡的妻子曾经因卖淫而被定罪，她也在7个德国大城市的档案中被登记为妓女，而且她的名字也出现在柏林市的罪犯记录中……同时她还因为散布淫秽照片而被柏林法院处罚过。
维尔纳·冯·勃洛姆堡自己後來也表示，和一个有着如此犯罪记录的人结婚完全不符合一名军官的行为准则，希特勒也对此事大为震惊，而此前在二人的婚礼上，納粹德國空軍空军总司令赫尔曼·戈林曾是勃洛姆堡的伴郎，而希特勒本人也是婚礼的见证人之一。希特勒和戈林将这桩丑闻视作解决掉勃洛姆堡的一个大好机会。希特勒命令勃洛姆堡取消和格鲁恩的婚姻以避免丑闻延续，并保全军队的颜面。勃洛姆堡拒绝接受这一命令，但戈林随后以将格鲁恩的过去经历公之于众相要挟，勃洛姆堡只好在1938年1月27日辞职。

## 弗里奇事件
维尔纳·冯·勃洛姆堡的这桩丑闻启发了戈林和海因里希·希姆莱，他们于是计划在国防军总司令威爾納·馮·弗里奇身上安排一个类似的事件。他们两人各有目的：戈林不希望弗里奇接任勃洛姆堡的职位并成为他本人的上级。而希姆莱则想要削弱国防军以及贵族军官团体的实力，从而强化他的党卫队的力量，令其有能力与納粹德國陸軍相抗衡。1936年，萊因哈德·海德里希曾准备过指控弗里奇有同性戀倾向的文件，并把这个消息传达给了希特勒，但希特勒拒绝了这桩指控，并命令海德里希把文件销毁。然而海德里希却并没有这么做。到了1938年，海德里希又翻出了关于弗里奇的旧文件，之后希姆莱以及他的党卫军便指控弗里奇是个同性恋。也有传闻称路德维希·贝克将军曾鼓动弗里奇去执行一项对抗希特勒政权的政变，但弗里奇拒绝了他的提议并于1938年2月4日辞职。弗里奇推荐瓦尔特·冯·布劳希奇作为他的继任者，之后布劳希奇被任命为国防军总指挥。

## 军队改组
借此机会，希特勒把战争部的职责转移给了一个新的机构：國防軍最高統帥部，并于1938年2月4日任命威廉·凱特爾为这个机构的总指挥。这一变动削弱了传统的陸軍總司令部的力量，陸軍總司令部的地位已经处在國防軍最高統帥部之下。
之后，希特勒进一步利用勃洛姆堡-弗里奇事件的影响，换掉了几名军官和部长，用忠于自己的人代替了他们，他对于国防军的实际控制力越发强大，而其實在名义上他只拥有对国防军的指挥权。一些国防军高级将领对这种变更很有意见，其中最著名的便是路德维希·贝克上将，他曾为此散发过一份由格特·馮·倫德施泰特以及其他军官签名的请愿书。 

## 弗里奇宣判无罪
很快针对弗里奇的指控就被证实是错误的，文件中的那名同性恋弗里奇实际上是一名叫做Achim von Frisch的骑兵上尉（Rittmeister，即Cavalry captain）。尽管如此，希姆莱和海德里希还是继续追查这个案件，恰巧找到了一名叫汉斯·施密特（Hans Schmidt）的人，于是希姆莱和海德里希便利用这个人作为支持他们对弗里奇的指控的证人。国防军则要求组建一个军官荣誉法庭来调查勃洛姆堡-弗里奇事件，整个调查过程由戈林主持。施密特声称他在一个公共厕所里见到过一名正在和另一名男子进行同性性行为的军官，那名男子被人称作“Bavarian Joe”。而施密特则声称他认出那名军官就是弗里奇。但是，施密特则被曝光是一名臭名昭著的罪犯，而他所属的柏林帮派则专门进行有关同性恋的敲诈行为。
德国军官团的成员们对弗里奇所遭受的不公正对待大为震惊，在第二次开庭时，希姆莱、戈林、甚至希特勒都受到来自德国军官团的压力，因為能证明弗里奇是同性恋的证据太弱了。不過随后的德奧合併进展顺利，军官团对希特勒等人的意见也就逐渐消退了。1938年8月18日，贝克上将退休，1938年10月，龙德施泰特上将也获准退休。
之后施密特撤回了针对弗里奇的指控，随后便被谋杀。1938年3月，弗里奇被正式宣布无罪，但对其名誉的损害卻已经造成，他也再也没能官复原职。尽管德国陆军要求为弗里奇恢复名誉并让他复职，但希特勒最多也就让弗里奇在一个炮兵团担任一个名誉上校。就在德国入侵波兰后不久，弗里奇在视察前线部队时被击中大腿，死在前线。有些人认为弗里奇的行为是在主动寻死。
由于受到德国军队誓言（于1934年改编为军人对希特勒个人宣誓效忠）的约束，很多德国国防军成员在面对勃洛姆堡-弗里奇事件时敢怒不敢言，更加讽刺的是，1934年版的军队誓言还是勃洛姆堡下令颁布的。勃洛姆堡-弗里奇事件之后，德国陆军基本上已经成为了希特勒个人工具。